# Ушаковка (Темниковский район)
Ушаковка — поселок в составе  Старогородского сельского поселения Темниковского района Республики Мордовия.

## География
Находится на расстоянии  примерно 3 километра на запад от районного центра города Темников.

## Население
Постоянное население составляло 111 человек (русские 61%, мордва-мокша 30%) в 2002 году, 95 в 2010 году .